# Josef Niesen
Josef Niesen (né le 8 janvier 1963 à Bonn) est un peintre, graphiste, auteur et éditeur allemand.

## Biographie
Niesen étudie à l'Institut de formation aux beaux-arts et à l'art-thérapie (IBKK) de Bochum et à la Freie Kunstakademie Rhein/ Ruhr à Essen. Depuis 1991, Niesen travaille comme peintre, graphiste et auteur indépendant. De 1997 à 2008, il est membre de l'Association fédérale des artistes visuels (de) (BBK) de Bonn, qu'il dirige de 1999 à 2003 en tant que vice-président. De 2002 à 2008, il est membre du groupe d'artistes Semikolon (de).
Après une phase surréaliste et une longue phase d'abstraction, Niesen se tourne ces dernières années vers la peinture de paysage. Ses compositions sont souvent de grand format, laissent place au ciel qui remplit l'image et poussent souvent le paysage lui-même vers le bord inférieur de l'image. Il utilise souvent la technique du remplissage.
Dans ses images, Niesen s'intéresse souvent au conflit entre la surface et la ligne, explorant les surfaces et laissant des traces visibles de créativité dans le processus.
Ses cycles d'images Industrie und Stadt avec des peintures à l'huile grand format du Südstadt de Bonn et des industries environnantes ainsi que des réflexions sur Olivier Messiaen (1997) basées sur sa composition pour orgue Nativité du Seigneur reçoivent une attention particulière, également dans la presse.
Pour l'église catholique paroissiale de Viersen-Bockert, Niesen réalise le retable et deux plaques commémoratives de la crypte de la cathédrale de Bonn (pour Thérèse de Lisieux et pour le pape Jean XXIII).
Niesen est auteur depuis 2006. La même année, son premier livre est le Bonner Personenlexikon (Bouvier-Verlag), et a une deuxième édition en 2008 et une troisième édition considérablement augmentée et améliorée en 2011. Depuis 2008, Niesen écrit également des articles pour les articles de Bonner Geschichtsblätter publiés par les archives de la ville de Bonn et pour le portail Rheinische Geschichte de l'Institut LVR d'études régionales et d'histoire régionale (de). En outre, il écrit des articles biographiques pour des ouvrages lexicaux importants tels que le Biographisch-Bibliographisches Kirchenlexikon (BBK), l'Österreichische Biographische Lexikon (ÖBL) publié par l'Académie autrichienne des sciences et le Lexikon verfolgter Musiker und Musikerinnen der NS-Zeit (de), qui est publié par le centre de recherche de l'Université de Hambourg.
En 2017, Niesen fonde le BonnBuchVerlag (de) en mettant l'accent sur la littérature régionale sur Bonn et la Rhénanie. Il vit avec sa femme Anna Niesen à Bonn-Kessenich. Le couple est marié depuis 2016.

## Publications (sélection)
(décembre 2021).
- Bonner Personenlexikon, Bouvier, Bonn 2007  (ISBN 978-3-416-03159-2).
- Gerhard von Are (de), Propst des Bonner St. Cassiusstifts von 1124–1169. In: Stadtarchiv Bonn (Hrsg.), Bonner Geschichtsblätter. Jahrbuch des Bonner Heimat- und Geschichtsvereins, Band 57/58, Bonn 2008  (ISSN 0068-0052).
- Bonner Personenlexikon. 2., verbesserte Auflage, Bouvier, Bonn 2008  (ISBN 978-3-416-03180-6).
- Dietrich II. von Moers, Kurfürst und Erzbischof (1385-1463), in: Traugott Bautz (Hg.), Biographisch-Bibliographisches Kirchenlexikon, Band 31, Nordhausen 2010.
- Gerhard von Are, Propst (um 1100-1169), in: Traugott Bautz (Hg.), Biographisch-Bibliographisches Kirchenlexikon, Band 31, Nordhausen 2010.
- Heinrich Ruster, Widerständler (1884-1942), in: Traugott Bautz (Hg.), Biographisch-Bibliographisches Kirchenlexikon, Band 31, Nordhausen 2010.
- Randolph von Breidbach-Bürresheim, Widerständler (1912-1945), in: Traugott Bautz (Hg.), Biographisch-Bibliographisches Kirchenlexikon, Band 32, Nordhausen 2011.
- Bonner Personenlexikon. 3., verbesserte und erweiterte Auflage, Bouvier, Bonn 2011  (ISBN 978-3-416-03352-7).
- Georg Freiherr von Boeselager, Widerständler (1915-1944), in: Traugott Bautz (Hg.), Biographisch-Bibliographisches Kirchenlexikon, Band 32, Nordhausen 2011.
- Philipp Freiherr von Boeselager, Widerständler (1917-2008), in: Traugott Bautz (Hg.), Biographisch-Bibliographisches Kirchenlexikon, Band 32, Nordhausen 2011.
- Eine unbekannte Stadtansicht von Bonn aus dem 18. Jahrhundert. In: Stadtarchiv Bonn (Hrsg.), Bonner Geschichtsblätter, Jahrbuch des Bonner Heimat- und Geschichtsvereins, Band 62/63, Bonn 2013  (ISSN 0068-0052).
- Bonner Denkmäler und ihre Erbauer, Verlag Edition Lempertz, Bonn 2013  (ISBN 978-3-943883-52-7).
- Simcha Cohen, Kurkölnischer Oberrabbiner (1734-1860), in: Traugott Bautz (Hg.), Biographisch-Bibliographisches Kirchenlexikon, Band 34, Nordhausen 2013.
- Franz Bücheler, Philologe (1837-1908), in: Traugott Bautz (Hg.), Biographisch-Bibliographisches Kirchenlexikon, Band 34, Nordhausen 2013.
- Emil Moses Cohn, Rabbiner und Dramatiker (1881-1948), in: Traugott Bautz (Hg.), Biographisch-Bibliographisches Kirchenlexikon, Band 34, Nordhausen 2013.
- Caspar Anton Reichsgraf von der Heyden genannt Belderbusch, Kurkölnischer Premierminister (1722-1784), in: Traugott Bautz (Hg.), Biographisch-Bibliographisches Kirchenlexikon, Band 34, Nordhausen 2013.
- Bonn im Spiegel der Musik. In: Stadtarchiv Bonn (Hrsg.), Bonner Geschichtsblätter, Jahrbuch des Bonner Heimat- und Geschichtsvereins, Band 64, Bonn 2014  (ISSN 0068-0052).
- Die ersten Gaslaternen leuchten, in: General-Anzeiger Bonn vom 25. Februar 2016, S. 20.
- Christian August Brandis, Philosoph (1790-1867), in: Traugott Bautz (Hg.), Biographisch-Bibliographisches Kirchenlexikon, Band 37, Nordhausen 2016.
- Hermann Clemens Otto Deiters, Musikwissenschaftler (1833-1907), in: Traugott Bautz (Hg.), Biographisch-Bibliographisches Kirchenlexikon, Band 37, Nordhausen 2016.
- Gib mir den letzten Abschiedskuss. Die Lebensgeschichte des Schlagertexters Charles Amberg (1894-1946) zwischen Aufstieg und KZ-Haft, BonnBuchVerlag, Bonn 2017  (ISBN 978-3-00-056023-1).
- Historisches Bonn. Ein fotografischer Rundgang mit Bildern aus zwei Jahrhunderten, BonnBuchVerlag, Bonn 2017  (ISBN 978-3-9818821-0-0).
- Albert Hermann Küppers, Bildhauer (1842–1929), in: Portal Rheinische Geschichte, LVR-Institut für Landeskunde und Regionalgeschichte.
- Friedrich Christian Diez, Philologe (1794-1886), in: Traugott Bautz (Hg.), Biographisch-Bibliographisches Kirchenlexikon Band 38, Nordhausen 2017.
- Charles Amberg, Komponist, Librettist und Schlagertexter (1894-1946), in: Lexikon verfolgter Musiker und Musikerinnen der NS-Zeit (de), Claudia Maurer Zenck u. a. (Hg.), Universität Hamburg, Hamburg 2017.
- Auf Nordfahrt mit der MS Lofoten. Eine Hurtigruten-Reise mit dem Postschiff (de) entlang der norwegischen Küste, BonnBuchVerlag, Bonn 2018  (ISBN 978-3-9818821-1-7), avec Anna Niesen.
- Hanns Heinz Ewers, Schriftsteller, Drehbuchautor und Kabarettist (1871–1943), in: Portal Rheinische Geschichte, LVR-Institut für Landeskunde und Regionalgeschichte.
- Gib mir den letzten Abschiedskuss, 2. verbesserte Auflage mit neuen Erkenntnissen, BonnBuchVerlag, Bonn 2018  (ISBN 978-3-9818821-4-8).
- Waldstein und Wartenberg (Waldstein-Wartenberg), Ferdinand Ernst Gf. von (1762–1823), Ordensmann, Diplomat und Mäzen, in: Österreichischen Akademie der Wissenschaften (Hg.), Österreichisches Biographisches Lexikon (ÖBL), 1815-1950, Band 15 (Lfg. 69), Wien 2018.
- Historisches Siebengebirge. Alte Schwarzweiß- und Farbansichten rund um den Drachenfels, BonnBuchVerlag, Bonn 2019  (ISBN 978-3-9818821-5-5).
- Historisches Bonn – Band 2. Frühe Farbansichten von Bonn, Beuel und Bad Godesberg, BonnBuchVerlag, Bonn 2019  (ISBN 978-3-9818821-6-2).
- Bönnsche Geschichte und Geschichten, BonnBuchVerlag, Bonn 2019  (ISBN 978-3-9818821-3-1).

## Littérature sur Josef Niesen
- Galerie Max 13, Katalog, Aachen 1994.
- Industrie und Stadt, Katalog, Bonn 1996.
- Rheinland ´96, Katalog, 1996.
- Rheinland ´98, Katalog, 1998.
- Künstlerverzeichnis der Stadt Bonn 1997, Bonn 1997.
- Josef Niesen, Ein Bonner Künstler mit Format. In: Kabinett, 4-2000, Bonn 2000. Ausführliches Porträt zum Künstler.
- Janàcek, Katalog, 2004.
- Künstlerverzeichnis der Stadt Bonn 2005, Bonn 2005.
- Semikolon 40, Katalog 2008.
- Stadtschreiber mit Sammelleidenschaft, von Rüdiger Franz in: General-Anzeiger für Bonn vom 25. Januar 2020.